# 河村有木生
河村 有木生（かわむら　ゆきお）はフリーのゲームデザイナー、ライター。ヒューマンアカデミー ゲーム・アニメーションカレッジで講師も務めている。
TRPGやボードゲームなどアナログゲームの製作を中心に活躍し、JGC（ジャパン・ゲーム・コンベンション）ではライブRPGイベントの企画運営を行うなど、精力的に活動している。

## 作品

### テーブルトークRPG
- 門星明華学園 The Maker Academy
- ルール・ザ・ワールド：新選組

### ボードゲーム
- くにとりっ! 
  - 「くにとりっ！天下は萌えているか」
  - 「くにとりっ！萌えヶ原」

### リプレイ（執筆）
- 門星明華学園 The Makers Academy リプレイ 黒き旋風の美姫

### リプレイ（プレイヤー参加）
- ローズ・トゥ・ロード - ストレンジソング（熊人ディバン）
- 扶桑武侠傳（陸双英）
- 無限のファンタジア - 七色の風をあつめて（ジェイガン）
- モンスターメーカーRPGレジェンド（闇の魔道師モンドールの若かりし頃）
- デモンパラサイト・リプレイ『剣神』（御剣颪／オロシ）

## イベント企画

### ライブRPG
- ナイトメアハンターディープ （JGC2008）
- 大江戸RPGアヤカシ （JGC2008）
- 門星明華学園～学炎祭～ライブRPG （JGC2009）
- スーパーJGC大戦 （JGC2010）
- スーパーJGC大戦G （JGC2011）

## その他の活動

### 映画脚本
- manyさん（米子映画事変2011 3分映画宴にノミネート）